# ناحیه همیشه سبز، شهرستان سانیلاک، میشیگان
ناحیه همیشه سبز (به انگلیسی: Evergreen Township) یک منطقهٔ مسکونی در ایالات متحده آمریکا است که در شهرستان سانیلاک واقع شده‌است.
 ناحیه همیشه سبز ۹۱٫۶ کیلومتر مربع مساحت و ۹۹۵ نفر جمعیت دارد و ۲۲۶ متر بالاتر از سطح دریا واقع شده‌است.